# Le Colonel Chabert (film, 1911)
Pour les articles homonymes, voir Le Colonel Chabert (homonymie).
Pour plus de détails, voir Fiche technique et Distribution.
Le Colonel Chabert est un film muet français réalisé par André Calmettes et Henri Pouctal, sorti en 1911. 
Il s'agit d'une adaptation du roman Le Colonel Chabert d'Honoré de Balzac.

## Synopsis
Le colonel Chabert est condamné à vagabonder.

## Fiche technique
- Titre : Le Colonel Chabert
- Réalisation : André Calmettes, Henri Pouctal
- Scénario : d'après le roman éponyme d'Honoré de Balzac
- Société de production : Le Film d'art
- Société de distribution : Pathé Consortium Cinéma
- Pays d'origine :  France
- Langue : film muet avec les intertitres  en français
- Format : Noir et blanc — 35 mm — 1,33:1 — Muet
- Métrage :
- Genre : Film dramatique
- Durée :
- Dates de sortie :
  -  France : 1911

## Distribution
- Claude Garry
- Romuald Joubé
- Aimée Raynal